# Lena Morrow Lewis
Martha Lena Morrow Lewis (Condado de Warren, dezembro de 1868 — 1950) foi uma oradora, política, jornalista e editora de jornal americana. Ativista da lei seca, do sufrágio feminino e dos movimentos socialistas, Lewis é mais lembrada como uma das principais líderes femininas do Partido Socialista da América durante o apogeu dessa organização nas duas primeiras décadas do século XX e como a primeira mulher a trabalhar no Comitê Executivo Nacional dessa organização.

## Biografia

### Primeiros anos
Martha Lena Morrow nasceu em dezembro de 1868 na zona rural de Condado de Warren, em Illinois, onde foi criada. Ela era filha do Rev. TG e Mary A. Morrow. Seu pai era um ministro presbiteriano.
Morrow se formou no colegial em Paxton, Illinois. Após a conclusão de seu ensino secundário, ela se matriculou na Faculdade de Monmouth, afiliado aos presbiterianos, em Monmouth, Illinois, no qual se formou em 1892.

### Carreira como ativista
Após a formatura da Faculdade de Monmouth, ela começou sua carreira como ativista. No entanto, seu envolvimento mudou o foco à medida que ela criou novas prioridades. Na sua primeira participação, Morrow assumiu o cargo de conferencista nacional da União de Temperança Cristã das Mulheres (abreviado do inglês: WCTU), permanecendo nessa área até 1898. Durante este período, ela trabalhou como presidente de distrito da WCTU em Illinois.
Em 1898, ela assumiu a causa do sufrágio feminino, trabalhando como organizadora do movimento sufragista até 1901. Ela começou a trabalhar em Dakota do Sul e, em 1900, mudou-se para Óregon. Como trabalhadora do sufrágio feminino, Morrow se tornou a primeira ativista feminina a trabalhar com o poderoso movimento sindical de Chicago em um esforço para obter sua ajuda para levar o direito ao voto para as mulheres.

## Líder do Partido Socialista da América
"Mulheres oprimidas, apenas ouçam isso e tenham coração! Você é, na realidade, superior ao homem, e se não tivesse estado, nunca poderia ter sobrevivido a todos os séculos de servidão e perseguição que lhe foram impostas."

Morrow ingressou no Partido Socialista da América (abreviado do inglês: SPA) em 1902 e redirecionou seu ativismo do sufrágio feminino para o socialismo. Ela foi atraída pela ênfase do socialismo em condições de trabalho justas. Segundo ela, um homem sem emprego estava em pior situação do que uma mulher sem dinheiro porque um emprego era necessário para a subsistência. Ela escolheu a Califórnia por seu ativismo, trabalhando na área da baía de São Francisco.
Em 1903, ela tomou o nome de Lewis por um casamento de curta duração com o colega conferencista do Partido Socialista Arthur Morrow Lewis. Seu marido nasceu na Inglaterra, estudou para o ministério e tornou-se um acadêmico notável. No ano seguinte, 1903, ela foi presa em São Francisco por falar nas ruas e passou algumas horas na cadeia.

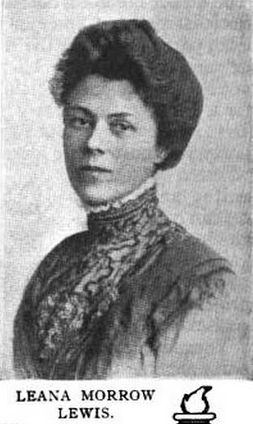
Lena Morrow Lewis, foto publicada numa revista em janeiro de 1912

Lena Morrow Lewis foi incansável na ascensão do Partido Socialista como organizadora nacional e palestrante entre 1908 a 1914. Durante esse tempo, ela falou em todos os estados, exceto no Mississippi, bem como em compromissos no Canadá e na Inglaterra. Seus locais incluíam campos de madeira e distritos de mineração, bem como auditórios e salões.
Lewis era um membro da Sociedade Socialista Intercolegial. Em 1905, ela foi eleita membro do Comitê Nacional da Mulher do Partido Socialista da Califórnia. Ela foi a primeira e única mulher membro. Lewis foi, posteriormente, escolhida para a delegação americana ao Congresso Socialista Internacional de 1910 em Copenhague, na Dinamarca.
Embora mais conhecida por suas falas, Lewis foi uma escritora prolífica. Mais de 200 000 cópias de seu panfleto, "O Partido Socialista e o Sufrágio Feminino", foram distribuídos. Ela era uma colaboradora regular da revista mensal The Socialist Woman (originalmente intitulado Socialist Woman).
Da meia-idade a divorciada, Lewis estava na estrutura de poder do Partido Socialista e se destacou como uma de suas "excelentes palestrantes e organizadores". No entanto, em 1910-11, Lewis tornou-se alvo de escândalo e pede sua renúncia do Comitê Executivo Nacional por causa de seu encontro com o Secretário Executivo Nacional do Partido Socialista, J. Mahlon Barnes. Embora o escândalo tenha amenizado, Lewis se recusou a concorrer novamente e foi para o Território do Alasca como organizadora. Lá, ela viveu sozinha em uma cabana de dois quartos, entre 1913 a 1917. Durante seu tempo em Juneau, Lewis ensinou, deu palestras, escreveu e fez campanha. Ela foi editora do Sunday Morning Post em Juneau por mais de dois anos, além de coeditora do Alaska Labor News, jornal trabalhista do estado de Alasca.

### Retorno à Califórnia
"Lena Morris Lewis é uma das mulheres mais nobres, por isso tenho motivos para conhecê-la." Eugene V. Debs, 1922.

Na década de 1920, Lewis voltou para São Francisco, na Califórnia, e ainda esteve presente no Partido Socialista da América. Ela foi a candidata do SPA para vice-governadora do estado em 1926, ganhando por impressionantes 56 000 votos na eleição —  com uma diferença de 10 000 votos a mais do que o escritor Upton Sinclair, o candidato socialista a governador. Lewis também foi a candidata dos Socialistas da Califórnia para o Senado dos Estados Unidos em 1928.
Lewis foi eleita Secretária de Estado do Partido Socialista da Califórnia em 1925 e permaneceu nessa função até 1930, trabalhando também, durante esse período, como editora do jornal do Partido Socialista, Labor World. Ela também manteve uma participação ativa na Liga Internacional das Mulheres para a Paz e a Liberdade e na Liga das Mulheres Eleitoras.
Em 1931, Lewis foi eleita para o Comitê Executivo Nacional do Partido Socialista da América.
Lewis renunciou ao Partido Socialista em 1936 para se juntar à Federação Social-Democrata, que se separou da SPA devido a divergências ideológicas. Ela passou seus últimos anos organizando a biblioteca da Rand School of Social Science, fundada para ensinar sobre o socialismo.

### Morte e legado
Lewis morreu em 1950, aos 81 anos de idade. Embora tivesse estado na liderança do Partido Socialista durante a maior parte de sua vida, ela não escreveu suas memórias. No entanto, Lewis deixou muitos registros. Eles estão alojados na Biblioteca Tamiment e nos Arquivos Robert F. Wagner, localizados na Universidade de Nova Iorque, na cidade homônima. A coleção Morrow consiste em dois pés lineares de material em cinco caixas de arquivo e foi microfilmada pela biblioteca para uso dos acadêmicos. Uma pequena coleção de fotografias de Lewis com seus contemporâneos no movimento socialista também está alojada na NYU.

## Obras publicadas
- The Socialist Party and Women Suffrage (em inglês). Chicago: National Office of the Socialist Party, n.d. [1911].
- "The Materialist Basis of Education", The Masses (em inglês), março de 1912.
- Mission of the Social Democratic Federation (em inglês). Washington, DC: Social Democratic Federation National Office, n.d. [c. 1936].